# Роза (фильм, 1992)
«Роза» (там. ரோஜா, англ. Roja) — индийский художественный фильм режиссёра Мани Ратнама, снятый на тамильском языке и вышедший в прокат 15 августа 1992 года, в день независимости Индии. Этот фильм — первый в «политической» трилогии Ратнама наряду с «Бомбей» и «Любовь с первого взгляда». Фильм также стал дебютом для всемирно известного композитора А. Р. Рахмана.

## Сюжет
В Сринагаре кашмирский террорист Васим Хан захвачен командой во главе с полковником Раяппой.
В Южной Индии 18-летняя Роза — простая деревенская девушка, родившаяся и выросшая в городке Сундарпапандиапурам округа Тирунелвели на юге штата Тамилнад. Роза горячо желает, чтобы помолвка её сестры Шенбагам с Риши Кумаром, криптологом, работающим в RAW Индии, прошла гладко. Однако ей и её семье неизвестно, что Шенбагам влюблена в сына её тети по отцовской линии.
Когда Риши приглашает Шенбамам поговорить в одиночку, она набирается достаточно смелости, чтобы сообщить об этом, и вежливо просит его отказаться от неё перед её родителями, что он обещает. К всеобщему удивлению, в итоге Риши просит руку Розы. Не подозревая о любви Шенгамам, Роза не хочет принять предложение Риши, поскольку считает, что он лучшая партия для Шенбагам. Но всё же они женятся и отправляются жить в Мадрас, а Шенбагам выходит замуж за своего двоюродного брата.
Первоначально Розе не нравилось то, что сделал Риши, но когда она узнает о любви Шенгамам и последующем отказе Риши, она извиняется и начинает видеть его в новом свете. Любовь расцветает, и жизнь ненадолго становится счастливой для пары. Между тем, из-за болезни его начальника, Риши назначается в армейский центр связи в Барамуле для перехвата военной разведки. Пара поселяется в красивом, но чужом краю. Мир Розы переворачивается вверх ногами, когда Риши похищают террористы, чья цель состоит в том, чтобы отделить Кашмир от Индии и освободить своего лидера Васим Хана из-под стражи.
Столкнувшись с непростой задачей спасти своего мужа, Роза обходит все инстанции, умоляя политиков и военных помочь. Ещё более усложняет вопрос сложности коммуникации: она не может говорить на их языке, а они не могут говорить на её. Тем временем Риши, находящийся в плену у группы террористов во главе с Лиакатом, партнёром Васима Хана, пытается говорить с террористами об их неверном мотиве для освобождения Кашмира. Сестра Лиаката проявляет небольшое сострадание к нему. Когда усилия Розы терпят неудачу, индийское правительство отвергает в средствах массовой информации любые переговоры с террористами об освобождении Риши через СМИ.
Разгневанные террористы пытаются сжечь индийский флаг. Риши рискует своей жизнью, чтобы потушить огонь и показать террористу,  как много значит страна для него, обычного гражданина. Когда младший брат Лиаката, отправившийся с несколькими другими юношами из их деревни через границу в Пакистан для обучения, был расстрелян Пакистанской армией, убежденная вера Лиаката поколеблена, но ему всё же удается справится с собой. Тем временем, усилия Розы по информированию политиков о её страданиях и боли оказываются успешными, поскольку министр жалеет её и предлагает помочь.
К большому огорчению Раяппы, правительство решает освободить Васима Хана в обмен на Риши. Риши, не желая, чтобы его использовали в качестве пешки для освобождения опасного террориста, получает помощь от сочувствующей сестры Лиаката и спасается бегством - Лиакат и его люди преследуют его. Райаппа, Роза и другие армейские офицеры добираются до места обмена заложниками с Васимом Ханом, но Лиакат не появляется. Армия возвращает Васима Хана в тюрьму.
Риши самостоятельно добирается к месту обмена после побега от террористов, убив двух из них. Лиакат догоняет его и держит под прицелом. Риши говорит с Лиакатом и убеждает его, что его война безнравственна. Лиакат отпускает его, и тот идет к месту обмена, а сам Лилакат сбегает от индийской армии. Риши и Роза воссоединяются.

## В ролях
- Мадху — Роза
- Арвинд Свами — Ришикумар
- Нассар — полковник Раяппа
- Джанагарадж — Ачу Махарадж
- Панкадж Капур — Лиакват
- Шива Риндани — Васим Хан, террорист, антагонист фильма
- Вайшнави — Шенбгам, сестра Розы
- Сатияприя — мать Риши Кумара
- Раджу Сандарам — item-номер «Rukkumani Rukkumani»

## Производство
Этот фильм стал первым в истории индийского кино с использованием Steadicam.

## Саундтрек
После многолетнего сотрудничества с композитором Илайяраджей, Мани Ратнам решил поработать с композитором-новичком. Ему случилось услышать несколько джинглов, которые сочинил тогда никому неизвестный А. Р. Рахман, награждённый премией как лучший сочинитель джинглов. Восхищённый его работами, Мани Ратнам посетил его студию, где прослушал мелодию, сочинённую Рахманом некоторое время назад под впечатлением от конфликта вокруг реки Кавери (позднее она вошла в фильм как «Tamizha Tamizha»), и немедленно нанял его.
Песня «Chinna Chinna Aasai» стала первой песней, которую Рахман сочинил для игрового фильма.
| №  | Название                    | Исполнители                              | Длительность |
| -- | --------------------------- | ---------------------------------------- | ------------ |
| 1. | «Chinna Chinna Aasai»       | Минмини, А. Р. Рахман                    | 4:55         |
| 2. | «Rukkumani Rukkumani»       | С. П. Баласубраманьям, К. С. Читра и хор | 6:02         |
| 3. | «Kaadhal Rojave»            | С. П. Баласубраманьям, Суджата Мохан     | 5:03         |
| 4. | «Chinna Chinna Aasai» (Bit) | Минмини                                  | 1:05         |
| 5. | «Pudhu Vellai Mazhai»       | Унни Менон, Суджата Мохан                | 5:16         |
| 6. | «Thamizha Thamizha»         | Харихаран                                | 3:07         |
| 7. | «Kaadhal Rojave» (Male)     | С. П. Баласубраманьям                    | 5:03         |

Саундтрек к фильму вошел в список топ-10 саундтреков всех времен по мнении журнала Time.

## Награды
| Награды                       | Награды                                                      | Награды      | Награды      |
| Награда                       | Категория                                                    | Лауреат      | Ссылка       |
| ----------------------------- | ------------------------------------------------------------ | ------------ | ------------ |
| Национальная кинопремия       | Лучшая музыка к песням из фильма                             | А. Р. Рахман | [ 6 ]        |
| Национальная кинопремия       | Лучшие слова к песням из фильма                              | Вайрамуту    | [ 6 ]        |
| Национальная кинопремия       | Премия Наргис Датт за лучший фильм о национальной интеграции | Мани Ратнам  | [ 6 ]        |
| Кинопремия штата Тамил-Наду   | Лучший фильм                                                 |              | [ 7 ] [ 8 ]  |
| Кинопремия штата Тамил-Наду   | Лучшая режиссура                                             | Мани Ратнам  | [ 7 ] [ 8 ]  |
| Кинопремия штата Тамил-Наду   | Лучшая женская роль                                          | Мадху        | [ 7 ] [ 8 ]  |
| Кинопремия штата Тамил-Наду   | Лучшая музыка                                                | А. Р. Рахман | [ 7 ] [ 8 ]  |
| Кинопремия штата Тамил-Наду   | Лучший женский закадровый вокал                              | Минмини      | [ 7 ] [ 8 ]  |
| Кинопремия штата Тамил-Наду   | Лучшая операторская работа                                   | Сантош Сиван | [ 7 ] [ 8 ]  |
| Filmfare Awards South (Tamil) | Лучший фильм                                                 |              | [ 8 ]        |
| Filmfare Awards South (Tamil) | Лучшая музыка                                                | А. Р. Рахман | [ 9 ] [ 10 ] |

Фильм также вошёл в конкурсную программу 18-го кинофестиваля в Москве.